# 양우섭
양우섭(1985년 6월 27일 ~)은 한국 프로 농구 서울 SK 나이츠 소속 선수이다. 포지션은 콤보 가드이며, 등 번호는 0번이다.
2008년 KBL 신인 드래프트에서 전체 13순위로 부산 KTF 매직윙스(現 부산 KT 소닉붐)에 지명되었다.

## 학력
- 명지고등학교
- 고려대학교

## 경력
- 2008년 : 부산 KT 소닉붐 입단 (2라운드 3순위)
- 2008년 ~ 2012년 : 부산 KT 소닉붐
- 2012년 ~ 2020년 : 창원 LG 세이커스
- 2020년 ~ 현재 : 서울 SK 나이츠